# Efim Fradkin
Efim Samoilovich Fradkin (ruso: Ефим Самойлович Фрадкин) (30 de noviembre de 1924-25 de mayo de 1999) fue un físico rusonacido en Shchedrin, cerca de la actual Bielorrusia (en las inmediaciones del río Dniéper, en el distrito de alrededores de Zhlobin) en 1924, por aquel entonces la Unión Soviética.
Se graduó en la Universidad de Leópolis, comenzando su trabajo ese mismo año en el Instituto de Física de la Academia de Ciencias de la URRS.
Su trabajo estuvo dedicado al estudio y las investigaciones sobre la teoría de campo cuántico, la mecánica estadística aplicada a la mecánica cuántica, y la hidrodinámica, obteniendo ecuaciones renormalizadas para la teorías de campo, y estudiando sus soluciones. Llegó a desarrollar las técnicas de diagramas.
Entre otros, destaca por el premio Dirac, de la ICTP  en 1989.